# Entephria caeciata
Entephria caeciata là một loài bướm đêm trong họ Geometridae.